# Hello World: The Motown Solo Collection
Hello World: The Motown Solo Collection è un box set in 3 CD del cantante statunitense Michael Jackson, pubblicato nel 2009 dalla Motown, contenente il repertorio dell'artista dal 1970 al 1975.

## Tracce
1. Ain't No Sunshine – 4:09 (Bill Withers)
2. I Wanna Be Where You Are – 3:01 (Arthur "T-Boy" Ross, Leon Ware)
3. Girl Don't Take Your Love from Me – 3:46 (Willie Hutch)
4. In Our Small Way – 3:38 (Beatrice Verdi, Christine Yarian)
5. Got to Be There – 3:23 (Elliot Willensky)
6. Rockin' Robin – 2:31 (Jimmie Thomas)
7. Wings of My Love – 3:25 (Alphonso Mizell, Berry Gordy Jr., Deke Richards & Freddie Perren)
8. Maria (You Were the Only One) – 3:41 (Lawrence Brown, Linda Glover, George Gordy, Allen Story)
9. Love Is Here and Now You're Gone – 2:51 (Holland-Dozier-Holland)
10. You've Got a Friend – 4:53 (Carole King)
11. Ben – 2:44 (Walter Scharf, Don Black)
12. Greatest Show on Earth – 2:48 (Mel Larson, Jerry Marcellino)
13. People Make the World Go 'Round – 3:15 (Thom Bell, Linda Creed)
14. We've Got a Good Thing Going – 2:59 (The Corporation)
15. Everybody's Somebody's Fool – 2:59 (Gladys Hampton, Regina Adams, Ace Adams)
16. My Girl – 3:08 (Smokey Robinson, Ronald White)
17. What Goes Around Comes Around – 3:33 (Allen Levinsky, Arthur Stokes, Dana Meyers, Floyd Weatherspoon)
18. In Our Small Way – 3:39 (Beatrice Verdi, Christine Yarian)
19. Shoo-Be-Doo-Be-Doo-Da-Day – 3:21 (Sylvia Moy, Henry Cosby, Stevie Wonder)
20. You Can Cry on My Shoulder – 2:39 (Berry Gordy)
21. Don't Let It Get You Down (Original Mix from 1973) (Mel Larson, Jerry Marcellino, Deke Richards) – Bonus track
22. You're Really Got a Hold on Me (Original Mix from 1973) (Smokey Robinson) – Bonus track
23. Melodie (Original Mix from 1973) (Mel Larson, Jerry Marcellino, Deke Richards) – Bonus track
24. Touch the One You Love (Original Mix from 1973) (Artie Wayne, George S. Clinton) – Bonus track
25. With a Child's Heart – 3:29 (Sylvia Moy, Henry Cosby, Vicki Basemore)
26. Up Again – 2:50 (Freddie Perren, Christine Yarian)
27. All the Things You Are – 2:59 (Oscar Hammerstein II, Jerome Kern)
28. Happy (Love Theme from Lady Sings the Blues) – 3:25 (Michel Legrand, Smokey Robinson)
29. Too Young – 3:38 (Sidney Lippman, Sylvia Dee)
30. Doggin' Around – 2:52 (Lena Agree)
31. Johnny Raven – 3:33 (Leon Ware, Jacqueline Hilliard)
32. Euphoria – 2:50 (Stephen Schwartz)
33. Morning Glow – 3:37 (Billy Page)
34. Music and Me – 2:38 (Jerry Marcellino, Mel Larson, Don Fenceton, Mike Cannon)
35. We're Almost There – 3:42 (Edward Holland Jr., Brian Holland)
36. Take Me Back – 3:24 (Edward Holland Jr., Brian Holland)
37. One Day in Your Life – 4:15 (Sam Brown III, Renée Armand)
38. Cinderella Stay Awhile – 3:08 (Mack David, Michael Burnett Sutton, Michael Jackson)
39. We've Got Forever – 3:10 (Mack David, Elliot Willensky)
40. Just a Little Bit of You – 3:10 (Edward Holland Jr., Brian Holland)
41. You Are There – 3:21 (Sam Brown III, Randy Meitzenheimer, Christine Yarian)
42. Dapper-Dan – 3:11 (Hal Davis, Elliot Willensky)
43. Dear Michael – 2:35 (Hal Davis, Elliot Willensky)
44. I'll Come Home to You – 3:02 (Freddie Perren, Christine Yarian)
45. Girl You're So Together (Original Mix from 1973) (Keni St. Lewis) – Bonus track
46. Farewell My Summer Love (Original Mix from 1973) (Keni St. Lewis) – Bonus track
47. Call on Me (Original Mix from 1973) (Fonce Mizell, Larry Mizell) – Bonus track
48. When I Come of Age – 2:37 (W. D. Parks, D. Fletcher, H. Davis)
49. Teenage Symphony (The Jackson 5) – 2:45 (G. Jones, H. Davis, M. McLeod)
50. I Hear a Symphony (The Jackson 5) – 3:01 (Holland-Dozier-Holland)
51. Give Me Half a Chance (The Jackson 5) – 3:26 (C. Davis)
52. Love's Gone Bad – 3:08 (Holland-Dozier-Holland)
53. Lonely Teardrops – 2:40 (B. Gordy, G. Gordy, T. Carlo)
54. You're Good for Me (The Jackson 5) – 3:15 (E. Horan)
55. That's What Love Is Made of – 3:24 (R. Rogers, W. Robinson, W. Moore)
56. I Like You the Way You Are (Don't Change Your Love on Me) (The Jackson 5) – 2:57 (Willie Hutch)
57. Who's Lookin' for a Lover – 2:50 (J. D. Hilliard, Leon Ware)
58. I Was Made to Love Her (The Jackson 5) – 3:20 (Henry Cosby, L. Hardaway, S. Moy, Stevie Wonder)
59. If'N I Was God – 3:02 (Richard M. Sherman, Robert B. Sherman)
60. To Make My Father Proud (Original Mix from 1973) (Bob Crewe, Larry Weiss) – Bonus track
61. Here I Am (Come and Take Me) (Original Mix from 1973) (Al Green, Teenie Hodges) – Bonus track
62. Twenty-Five Miles (feat. The Jackson 5) (Original Mix from 1970) – Bonus track
63. Don't Let It Get You Down – 3:02 (Mel Larson, Jerry Marcellino, Deke Richards)
64. You're Really Got a Hold on Me – 3:30 (Smokey Robinson)
65. Melodie – 3:24 (Mel Larson, Jerry Marcellino, Deke Richards)
66. Touch the One You Love – 2:48 (Artie Wayne, George S. Clinton)
67. Girl You're So Together – 3:12 (Keni St. Lewis)
68. Farewell My Summer Love – 4:24 (Keni St. Lewis)
69. Call on Me – 3:39 (Fonce Mizell, Larry Mizell)
70. Here I Am (Come and Take Me) – 2:56 (Al Green, Teenie Hodges)
71. To Make My Father Proud – 4:04 (Bob Crewe, Larry Weiss)